# European Football League 2015
La European Football League 2015 è stata la seconda edizione dell'omonimo torneo di football americano non organizzata dalla EFAF. La sua finale è stata denominata EFL Bowl II.
Ha avuto inizio il 19 aprile e si è conclusa il 19 luglio con la finale di Kiel vinta per 49-28 dai tedeschi Kiel Baltic Hurricanes sui connazionali Allgäu Comets.

## Squadre partecipanti
| Club                   | Città               | Stadio                     | Sponsor ufficiale | Risultato nella stagione 2014        |
| ---------------------- | ------------------- | -------------------------- | ----------------- | ------------------------------------ |
| Allgäu Comets          | Kempten             | Illerstadion               |                   |                                      |
| Alphen Eagles          | Alphen aan den Rijn | Sportpark Zegersloot Zuid  |                   | Campioni dei Paesi Bassi             |
| Amsterdam Crusaders    | Amsterdam           | Sportpark Sloten           |                   | Vicecampioni dei Paesi Bassi         |
| Badalona Dracs         | Badalona            | Camp Municipal de Badalona |                   | Vicecampioni EFL; campioni di Spagna |
| Kiel Baltic Hurricanes | Kiel                | Kilia-Stadion              |                   | Campioni EFL; quarti di finale GFL   |
| Marburg Mercenaries    | Marburgo            | Georg-Gassmann-Stadion     |                   | Quarti di finale GFL                 |

## Stagione regolare

### Calendario

#### 1ª giornata
| Kempten 18 aprile 2015, ore 16:00 | Allgäu Comets | 48 – 13 (14-0 21-0 7-6 6-7) | Badalona Dracs | Illerstadion (2.000 spett.) |

| Alphen aan den Rijn 18 aprile 2015, ore 17:00 | Alphen Eagles | 17 – 13 (7-0 7-0 3-7 0-6) | Marburg Mercenaries | Sportpark Zegersloot Zuid |

#### 2ª giornata
| Amsterdam 3 maggio 2015, ore 15:00 | Amsterdam Crusaders | 0 – 62 (0-14 0-20 0-15 0-13) | Allgäu Comets | Sportpark Sloten (300 spett.) |

#### 3ª giornata
| Badalona 16 maggio 2015, ore 15:00 | Badalona Dracs | 11 – 8 (8-0 0-8 0-0 3-0) | Amsterdam Crusaders | Camp Municipal de Badalona |

| Kiel 16 maggio 2015, ore 16:00 | Kiel Baltic Hurricanes | 58 – 0 (14-0 22-0 13-0 9-0) | Alphen Eagles | Kiliaplatz |

#### 4ª giornata
| Marburgo 31 maggio 2015, ore 15:00 | Marburg Mercenaries | 10 – 67 (3-7 7-20 0-20 0-20) | Kiel Baltic Hurricanes | Georg-Gassmann-Stadion |

### Classifica
La classifica della regular season è la seguente:
- PCT = percentuale di vittorie, G = partite giocate, V = partite vinte, P = partite perse, PF = punti fatti, PS = punti subiti
- La qualificazione all'Eurobowl è indicata in verde

#### Girone A
| Pos. | Squadra             | PCT   | G | V | P | PF  | PS |
| ---- | ------------------- | ----- | - | - | - | --- | -- |
| 1    | Allgäu Comets       | 1.000 | 2 | 2 | 0 | 110 | 13 |
| 2    | Badalona Dracs      | 0.500 | 2 | 1 | 1 | 24  | 56 |
| 3    | Amsterdam Crusaders | 0.000 | 2 | 0 | 2 | 8   | 73 |

#### Girone B
| Pos. | Squadra                | PCT   | G | V | P | PF  | PS |
| ---- | ---------------------- | ----- | - | - | - | --- | -- |
| 1    | Kiel Baltic Hurricanes | 1.000 | 2 | 2 | 0 | 125 | 10 |
| 2    | Alphen Eagles          | 0.500 | 2 | 1 | 1 | 17  | 71 |
| 3    | Marburg Mercenaries    | 0.000 | 2 | 0 | 2 | 23  | 84 |

## EFL Bowl II
| Kiel 27 giugno 2015, ore 16:00 | Kiel Baltic Hurricanes | 49 – 28 (7-9 21-6 7-7 14-6) | Allgäu Comets | Kiliaplatz |

## Verdetti
- Kiel Baltic Hurricanes Vincitori dell'EFL Bowl II